# Derbi de Cracovia
El derbi de Cracovia (en polaco: Derby Krakowa), también conocido como la Guerra Santa (Święta Wojna), es un partido de fútbol de gran rivalidad entre el Wisła Cracovia y el KS Cracovia, los dos clubes más importantes de la ciudad y dos de los más antiguos de Polonia, ambos fundados en 1906. El término "Guerra Santa" fue acuñado por el defensor del KS Cracovia, Ludwik Gintel. También es el tema de una canción dedicada a sus controversias, interpretado por Andrusy.
Es considerada la rivalidad más intensa del fútbol polaco y una de las más intensas en toda Europa. A pesar de que los dos estadios están a menos de un kilómetro de distancia, los aficionados se profesan una gran enemistad, resultando, a menudo, en peleas entre ellos con la policía.

## Partidos
| Temporada | Competición      | Fecha      | Local        | Resultado | Visitante    |
| --------- | ---------------- | ---------- | ------------ | --------- | ------------ |
| 1934–35   | I Liga           | 05-05-1935 | Wisła Kraków | 4 – 0     | KS Cracovia  |
| 1934–35   | I Liga           | 08-09-1935 | KS Cracovia  | 5 – 0     | Wisła Kraków |
| 1936–37   | I Liga           | 27-05-1937 | Wisła Kraków | 1 – 1     | KS Cracovia  |
| 1936–37   | I Liga           | 05-09-1937 | KS Cracovia  | 1 – 0     | Wisła Kraków |
| 1937–38   | I Liga           | 01-05-1938 | Wisła Kraków | 2 – 2     | KS Cracovia  |
| 1937–38   | I Liga           | 02-10-1938 | KS Cracovia  | 2 – 1     | Wisła Kraków |
| 1938–39   | I Liga           | 07-05-1939 | Wisła Kraków | 5 – 1     | KS Cracovia  |
| 1947–48   | I Liga           | 06-06-1948 | Wisła Kraków | 0 – 2     | KS Cracovia  |
| 1947–48   | I Liga           | 31-10-1948 | KS Cracovia  | 1 – 1     | Wisła Kraków |
| 1947–48   | I Liga play-offs | 05-12-1948 | KS Cracovia  | 3 – 1     | Wisła Kraków |
| 1948–49   | I Liga           | 26-05-1949 | Wisła Kraków | 0 – 1     | KS Cracovia  |
| 1948–49   | I Liga           | 15-09-1949 | KS Cracovia  | 0 – 0     | Wisła Kraków |
| 1949–50   | I Liga           | 22-06-1950 | Wisła Kraków | 1 – 0     | KS Cracovia  |
| 1949–50   | I Liga           | 10-09-1950 | KS Cracovia  | 1 – 3     | Wisła Kraków |
| 1950–51   | I Liga           | 22-06-1951 | KS Cracovia  | 0 – 0     | Wisła Kraków |
| 1950–51   | I Liga           | 02-09-1951 | Wisła Kraków | 5 – 0     | KS Cracovia  |
| 1952–53   | I Liga           | 12-04-1953 | KS Cracovia  | 4 – 2     | Wisła Kraków |
| 1952–53   | I Liga           | 08-10-1953 | Wisła Kraków | 3 – 0     | KS Cracovia  |
| 1953–54   | I Liga           | 20-06-1954 | KS Cracovia  | 0 – 0     | Wisła Kraków |
| 1953–54   | I Liga           | 31-10-1954 | Wisła Kraków | 1 – 1     | KS Cracovia  |
| 1955–56   | Puchar Polski    | 20-11-1955 | Wisła Kraków | 3 – 1     | KS Cracovia  |
| 1957–58   | I Liga           | 20-04-1958 | Wisła Kraków | 1 – 2     | KS Cracovia  |
| 1957–58   | I Liga           | 14-08-1958 | KS Cracovia  | 1 – 1     | Wisła Kraków |
| 1958–59   | I Liga           | 20-11-1966 | KS Cracovia  | 0 – 1     | Wisła Kraków |
| 1958–59   | I Liga           | 13-09-1959 | Wisła Kraków | 2 – 3     | KS Cracovia  |
| 1961–62   | I Liga           | 11-06-1961 | Wisła Kraków | 1 – 0     | KS Cracovia  |
| 1961–62   | I Liga           | 24-09-1961 | KS Cracovia  | 0 – 1     | Wisła Kraków |
| 1966–67   | I Liga           | 20-11-1966 | KS Cracovia  | 1 – 2     | Wisła Kraków |
| 1966–67   | I Liga           | 10-06-1967 | Wisła Kraków | 3 – 0     | KS Cracovia  |

| Temporada | Competición      | Fecha      | Local        | Resultado | Visitante    |
| --------- | ---------------- | ---------- | ------------ | --------- | ------------ |
| 1969–70   | I Liga           | 24-09-1969 | KS Cracovia  | 2 – 3     | Wisła Kraków |
| 1969–70   | I Liga           | 24-05-1970 | Wisła Kraków | 2 – 0     | KS Cracovia  |
| 1982–83   | I Liga           | 11-09-1982 | Wisła Kraków | 0 – 0     | KS Cracovia  |
| 1982–83   | Puchar Polski    | 22-09-1982 | KS Cracovia  | 2 – 2 p   | Wisła Kraków |
| 1982–83   | I Liga           | 23-04-1983 | KS Cracovia  | 2 – 1     | Wisła Kraków |
| 1983–84   | I Liga           | 13-08-1983 | Wisła Kraków | 0 – 0     | KS Cracovia  |
| 1983–84   | I Liga           | 17-03-1984 | KS Cracovia  | 0 – 0     | Wisła Kraków |
| 1995–96   | II Liga          | 24-09-1995 | Wisła Kraków | 0 – 1     | KS Cracovia  |
| 1995–96   | II Liga          | 15-05-1996 | KS Cracovia  | 0 – 2     | Wisła Kraków |
| 2004–05   | I Liga           | 02-10-2004 | Wisła Kraków | 0 – 0     | KS Cracovia  |
| 2004–05   | I Liga           | 05-05-2005 | KS Cracovia  | 0 – 1     | Wisła Kraków |
| 2005–06   | Ekstraklasa      | 22-11-2005 | Wisła Kraków | 3 – 0     | KS Cracovia  |
| 2005–06   | Ekstraklasa      | 11-03-2006 | KS Cracovia  | 1 – 1     | Wisła Kraków |
| 2006–07   | Ekstraklasa      | 27-10-2006 | Wisła Kraków | 3 – 0     | KS Cracovia  |
| 2006–07   | Ekstraklasa      | 13-05-2007 | KS Cracovia  | 0 – 0     | Wisła Kraków |
| 2007–08   | Ekstraklasa      | 20-10-2007 | KS Cracovia  | 1 – 2     | Wisła Kraków |
| 2007–08   | Ekstraklasa      | 20-04-2008 | Wisła Kraków | 2 – 1     | KS Cracovia  |
| 2008–09   | Ekstraklasa      | 31-08-2008 | KS Cracovia  | 1 – 1     | Wisła Kraków |
| 2008–09   | Copa Ekstraklasa | 09-10-2008 | Wisła Kraków | 2 – 0     | KS Cracovia  |
| 2008–09   | Copa Ekstraklasa | 26-11-2008 | KS Cracovia  | 0 – 0     | Wisła Kraków |
| 2008–09   | Ekstraklasa      | 22-03-2009 | Wisła Kraków | 4 – 1     | KS Cracovia  |
| 2009–10   | Ekstraklasa      | 22-11-2009 | Wisła Kraków | 0 – 1     | KS Cracovia  |
| 2009–10   | Ekstraklasa      | 11-05-2010 | KS Cracovia  | 1 – 1     | Wisła Kraków |
| 2010–11   | Ekstraklasa      | 05-11-2010 | KS Cracovia  | 0 – 1     | Wisła Kraków |
| 2010–11   | Ekstraklasa      | 15-05-2011 | Wisła Kraków | 1 – 0     | KS Cracovia  |
| 2011–12   | Ekstraklasa      | 06-11-2011 | KS Cracovia  | 1 – 0     | Wisła Kraków |
| 2011–12   | Ekstraklasa      | 30-04-2012 | Wisła Kraków | 1 – 0     | KS Cracovia  |

- El partido de Copa de 1982 acabó 2 - 2 y Wisła ganó 5 - 3 en penaltis.